# Rhyssella
Rhyssella ist eine Schlupfwespengattung in der Unterfamilie Rhyssinae. Das Taxon geht auf den US-amerikanischen Entomologen Sievert Allen Rohwer (1887–1951) im Jahr 1920 zurück. Der Gattungsname leitet sich von dem altgriechischen Wort ῥυσσός (rhussós) mit der Bedeutung „gerunzelt“ ab, ergänzt durch das lateinische diminutive Suffix „ella“. Typusart ist Rhyssa nitida Cresson, 1864. In Deutschland ist die Gattung mit 2 Arten vertreten: R. approximator und R. obliterata.

## Merkmale
Die Schlupfwespen der Gattung Rhyssella lassen sich von verwandten Gattungen durch folgende Merkmale trennen: Sie sind von geringerer Größe, der Clypeus ist stumpf, das erste Sternit und Tergit sind nicht verschmolzen. Weiterhin sind sie allgemein schwarz-weiß-orange gefärbt mit wenigen oder keinen weißen Flecken an den ersten vier Hinterleibssegmenten. Die Vorderflügel weisen gewöhnlich ein Areolet (kleine Zelle) auf. Dieses kann jedoch bei kleineren Exemplaren und insbesondere bei Männchen fehlen.

## Lebensweise
Die Schlupfwespen sind idiobionte Ektoparasitoide von Schwertwespen (Xiphydriidae). Deren Larven entwickeln sich in morschem oder kürzlich abgestorbenem Holz von Laubbäumen, darunter Ahorn, Erlen, Birken, Hainbuchen und Linden. Die weiblichen Schlupfwespen bohren mit ihrem Legebohrer ein Loch in das Holz, um ein Ei an der Wirtslarve abzulegen. Die Schlupfwespenlarve vertilgt die Wirtslarve und verpuppt sich später an der Stelle im Holz.

## Systematik
Die Gattung Rhyssella ist in der Holarktis verbreitet. Es gibt etwa 10 rezente beschriebene Arten sowie eine fossile.
- Rhyssella approximator (Fabricius, 1793) – Westpaläarktis
- Rhyssella brevivaginata Wang & Hu, 1992 – China
- Rhyssella furanna (Matsumura, 1912) – Japan
- Rhyssella humida (Say, 1835) – östliche Nearktis
- Rhyssella jilinensis Wang & Hu, 1992 – China
- Rhyssella nitida (Cresson, 1864) – Nearktis
- Rhyssella obliterata (Gravenhorst, 1829) – Westpaläarktis
- Rhyssella perfulva Porter, 2002 – Nearktis (Florida)
- Rhyssella speciosa Wang & Hu, 1992 – China
- †Rhyssella vera Spasojevic, Wedmann & Klopfstein, 2018 – Ton aus dem Eozän (Typlokalität: Grube Messel)[3]
- Rhyssella wenxianensis Hu & Yao, 1998 – China

## Bilder

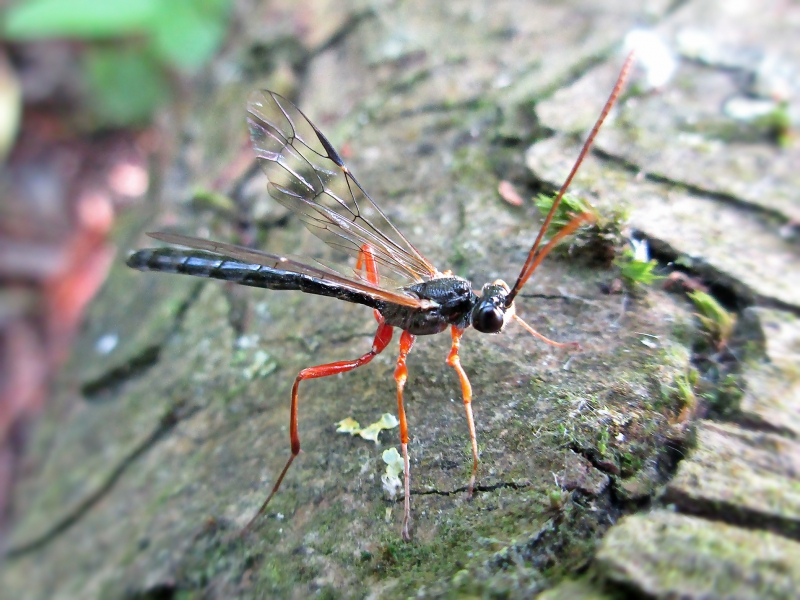
Rhyssella approximator ♂
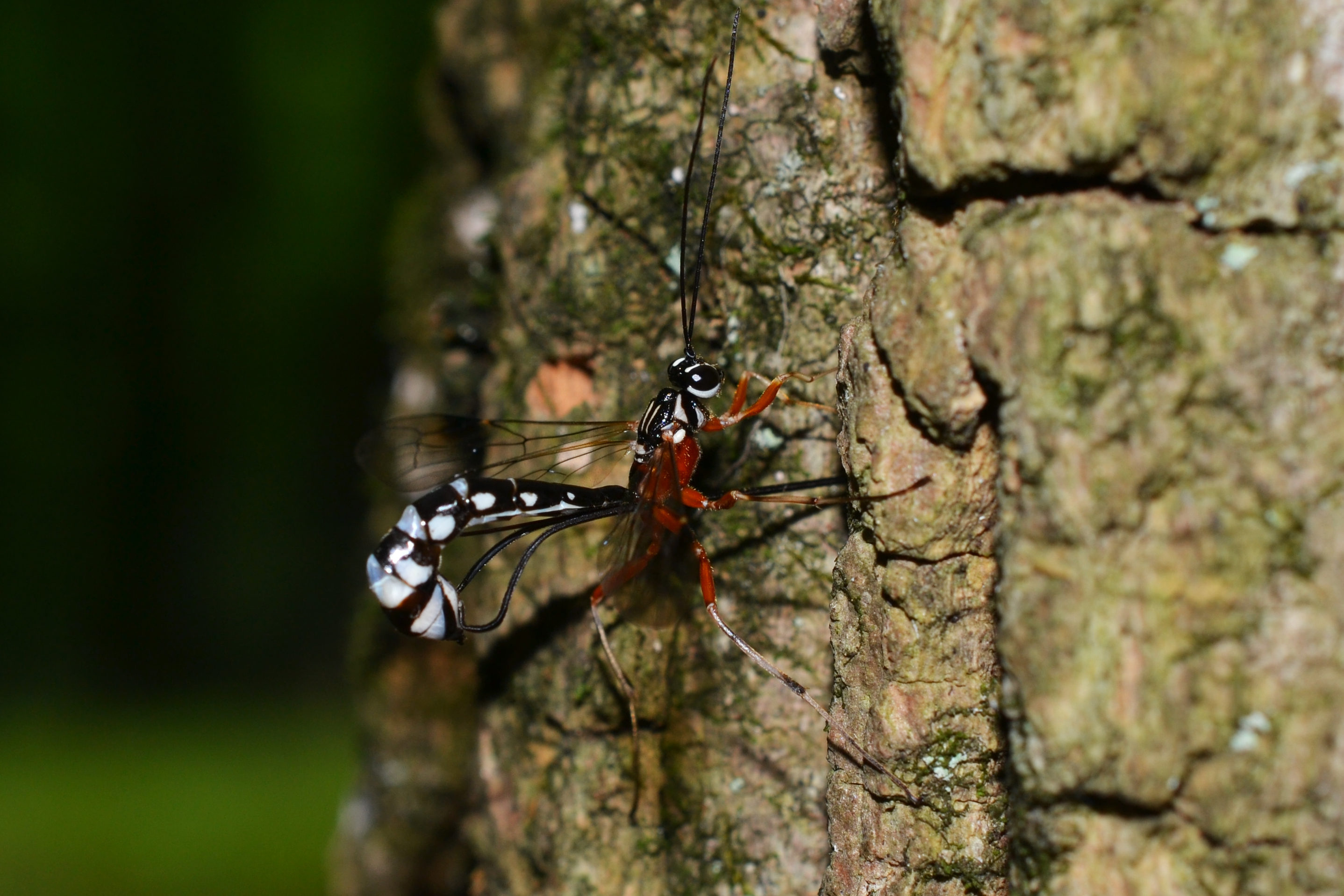
Rhyssella humida ♀
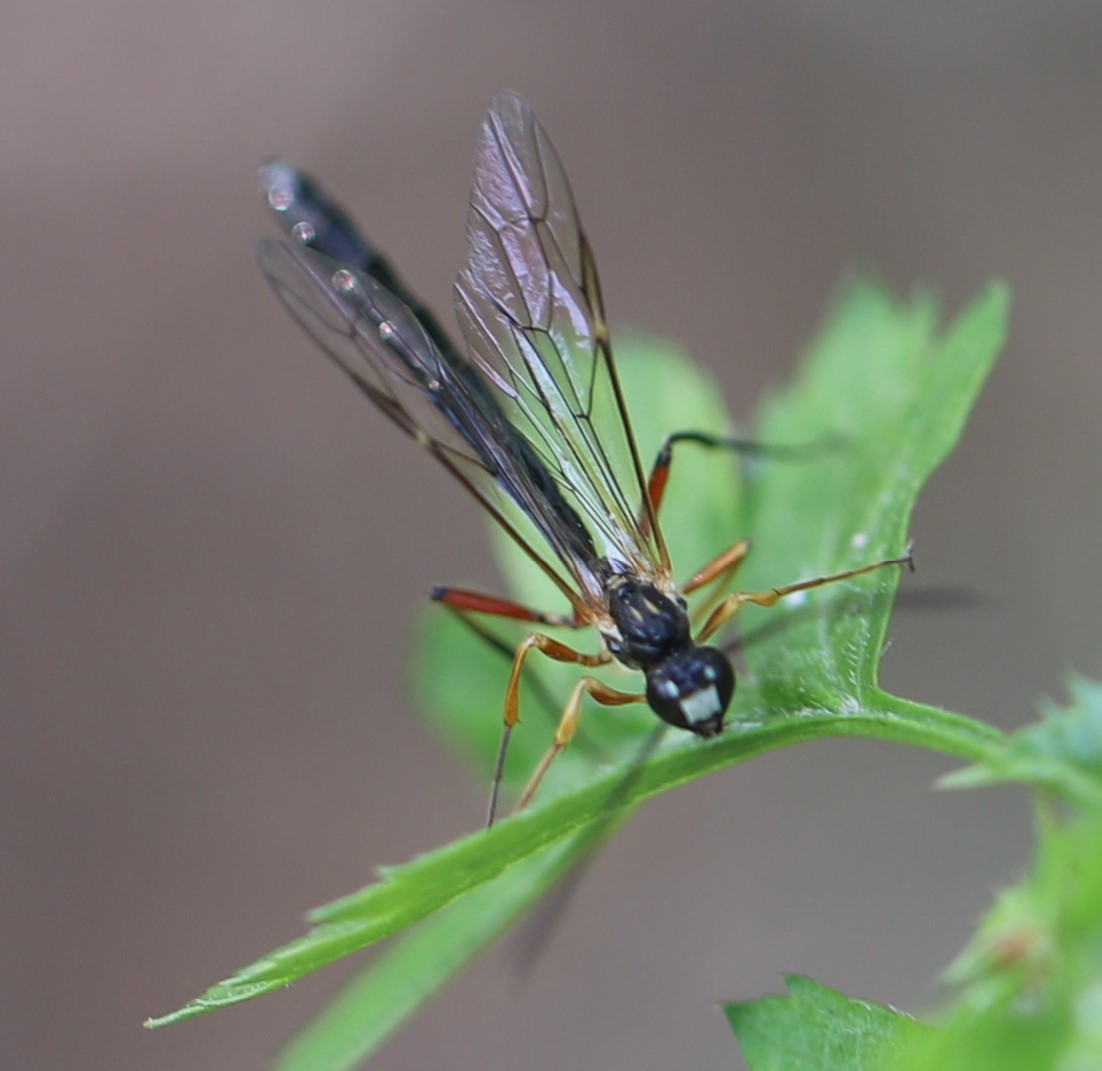
Rhyssella obliterata ♂
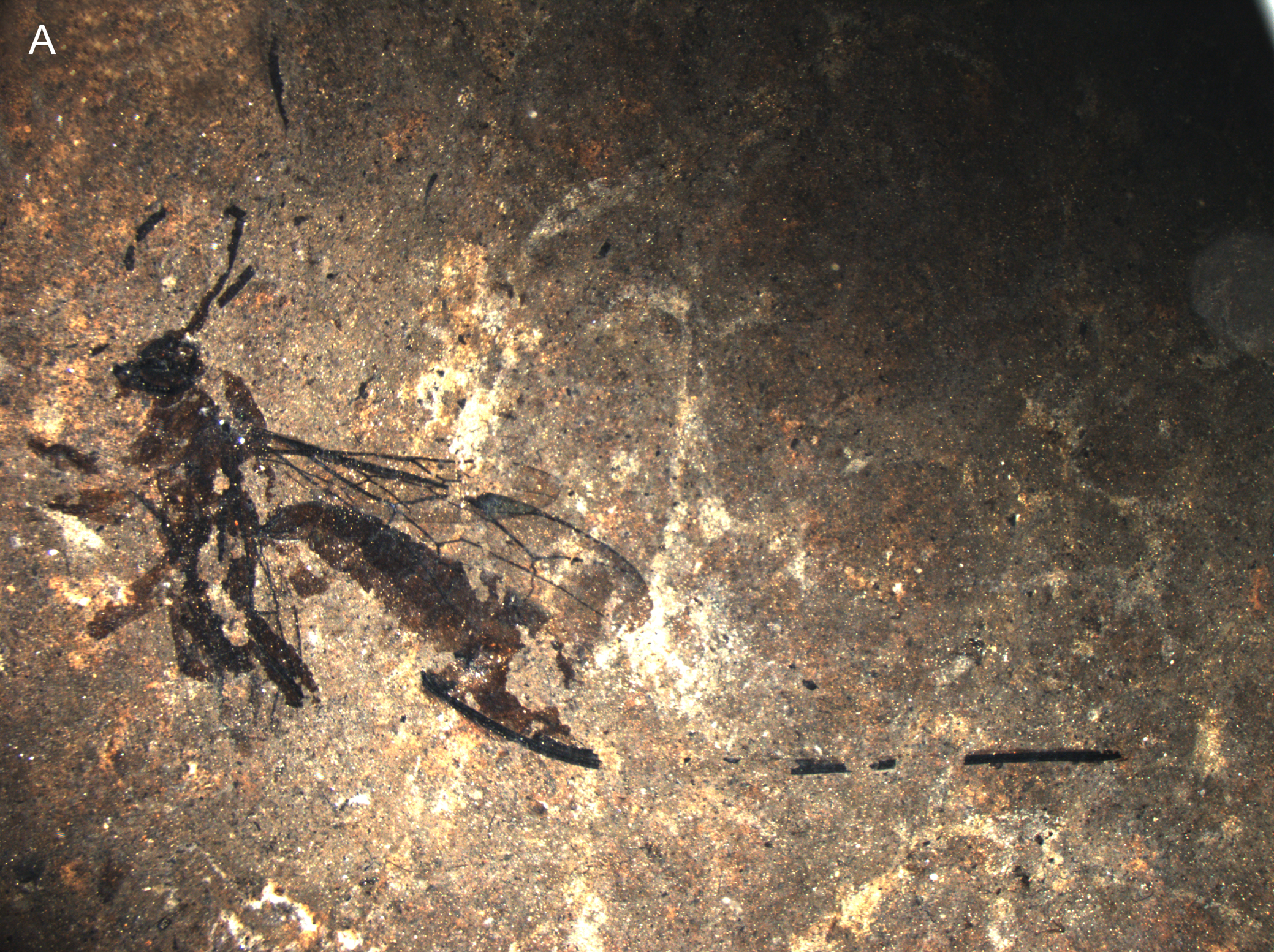
Rhyssella vera ♀